# آگادوماس
آگادوماس (به انگلیسی: Agathaumas) نام یک سرده از تیره چاسموسور‌ها است. این دایناسور بیش از ۹ متر (۳۰ فوت) طول و ۶ تن وزن داشته باشد (۵٫۹ تن بیشترین؛ ۶٫۶ تن کمترین). از این سرده تنها ۱۶ مهره از دم، ساکروم و پشت، یک بخش جزئی لگن و چند دنده به همراه مهره‌های لگن و دنده‌ها یافت شده‌است. گونه خاص این جانور Agathaumas silvestris نام دارد.